# الکساندر مالتسف
الکساندر مالتسف (روسی: Александр Николаевич Мальцев؛ زادهٔ ۲۰ آوریل ۱۹۴۹) بازیکن هاکی روی یخاهل روسیه بود.